# Arbër Zeneli
Arbër Zeneli, švedsko-kosovski nogometaš * 25. februar 1995.
Zeneli je od leta 2019 član francoskega kluba Stade de Reims, od leta 2016 pa tudi kosovske reprezentance.